# Denhezia caucacola
Denhezia caucacola är en skalbaggsart som beskrevs av Roger Paul Dechambre 2006. Denhezia caucacola ingår i släktet Denhezia och familjen Dynastidae. Inga underarter finns listade i Catalogue of Life.